# Cascada de Coo
La cascada de Coo (en francés: Cascade de Coo) en el río Amblève (afluente del río Ourthe y por tanto, del río Mosa) es, con su caída de 15 metros, la segunda cascada más alta del país de Bélgica, tras la cascada de Reinhardstein en el río Warche (60 metros).
La pequeña caída de agua apareció en el siglo XV. En el siglo XVIII, los monjes de la abadía de Stavelot excavaron la gran caída, tallando parte del curso del río, para proteger la aldea de Petit-Coo (Pequeña Coo)
El lugar, con un parque (Plopsacoo), es una atracción turística popular. Un sistema de telesillas permite el acceso a un mirador que ofrece una vista panorámica del lugar y sus alrededores.